# Ullstorps landskommun
Ullstorps landskommun var en tidigare kommun i dåvarande Kristianstads län.

## Administrativ historik
Kommunen bildades i Ullstorps socken i Ingelstads härad i Skåne när 1862 års kommunalförordningar trädde i kraft. 
1921 utbröts en del för att uppgå i den då nybildade Tomelilla köping. 
Vid kommunreformen 1952 uppgick kommunen i Tomelilla köping som 1971 ombildades till Tomelilla kommun.